# 杜毓沄
杜毓沄（1908年—1995年），男，河南博爱人，中华人民共和国政治人物，曾任对外贸易部部长助理，第六届全国政协委员。